# Друг просвещения
«Друг Просвещения» — российский журнал литературы, наук и художеств, издавался ежемесячно в Москве в 1804—1806 годах. Издателями его и главными сотрудниками, были граф Григорий Салтыков, граф Дмитрий Хвостов, Павел Голенищев-Кутузов, князь Дмитрий Горчаков и в конце Николай Сандунов. Отдел критики в журнале отсутствовал, так как она «губит дарования и пользы не приносит».
В ЭСБЕ журналу даётся следующая характеристика: «Это был аристократический журнал, умеренный и аккуратный, орган замкнутого кружка; несмотря на обилие данного им материала, он не пользовался влиянием и почти не оставил следа в литературе».
Вышло 36 номеров (12 частей).

## Номера онлайн
| 1804      | 1805     | 1806     |
| --------- | -------- | -------- |
| Ч.1, № 1  |          |          |
| Ч.1, № 2  |          |          |
| Ч.1, № 3  |          |          |
| Ч.2, № 4  | Ч.2, № 4 |          |
| Ч.2, № 5  | Ч.2, № 5 |          |
| Ч.2, № 6  | Ч.2, № 6 |          |
| Ч.3, № 7  |          | Ч.3, № 7 |
| Ч.3, № 8  |          | Ч.3, № 8 |
| Ч.3, № 9  |          | Ч.3, № 9 |
| Ч.4, № 10 |          |          |
| Ч.4, № 11 |          |          |
| Ч.4, № 12 |          |          |